# Batocera lineolata
Espèce
Batocera lineolata est une espèce d'insectes coléoptères de la famille des capricornes, originaire du Japon.

## Description
Il peut mesurer 2,5 cm. Il est noir tacheté de blanc ou de jaune, et ses longues antennes présentent des anneaux noirs et blancs.

## Dommages
C'est un insecte xylophage, qui cause des dégâts, entre autres, aux peupliers.

## Répartition géographique
On le trouve au Japon, en Chine, à Taïwan et en Corée du Sud.

## Synonymes latins
Ce taxon admet les synonymes latins suivants :
- Batocera (s. str.) lineolata Mitono, 1941
- Batocera lineolata Gressitt, 1951
- Batocera lineolata Ohbayashi N., 1981
- Batocera lineolata Qian, 1983
- Batocera lineolata Thomson, 1858
- Batocera chinensis Thomson, 1857
- Batocera catenata Vollenhoven, 1871
- Batocera flachi Schwarzer, 1914
- Batocera hauseri Schwarzer, 1914